# Marc Adriaensen
Marc Adriaensen (21 december 1967) is een voormalig Belgisch voetballer. Hij speelde onder meer voor KFC Zwarte Leeuw, Club Brugge en Cappellen. In 2001 stopte hij met voetballen. 

## Spelerscarrière
Op 16-jarige leeftijd maakte Adriaensen zijn debuut in het eerste elftal van KFC Zwarte Leeuw, dat op dat moment in Vierde klasse speelde. De jonge aanvaller maakte indruk en dat wekte interesse van verschillende Belgische topclubs. In 1986 werd Adriaensen voor twee jaar uitgeleend aan Club Brugge, maar de aankoopoptie in zijn contract werd finaal niet gelicht, waardoor hij na twee jaar terugkeerde naar Rijkevorsel. In zijn eerste seizoen na het eersteklasseavontuur hielp Adriaensen Zwarte Leeuw, dat intussen gepromoveerd was, aan het kampioenschap in Derde klasse, met acht doelpunten. Tot zijn vertrek bij de Leeuwen in 1992 speelde hij zo met de club in Tweede klasse. Tussen 1992 en 1996 speelde Adriaensen vervolgens bij Cappellen. In 1995 werd hij er kampioen in Derde klasse. Na één jaar opnieuw in Tweede klasse te hebben gespeeld, verliet Adriaensen Cappellen. In het geel-rode shirt maakte hij 74 doelpunten, waarmee Adriaensen nog steeds de derde plek bekleedt in de Kapelse topschuttersstand aller tijden, na Robbe Kil en Cisse Severeyns. Aan het einde van zijn carrière speelde Adriaensen nog voor drie seizoenen bij KFC Sint-Lenaarts, een seizoen opnieuw voor Zwarte Leeuw, om alvorens in 2001, na een laatste seizoen in het shirt van Sint-Lenaarts, zijn voetbalschoenen aan de haak te hangen. 